# Schodelné Klein Rozália
Schodelné Klein Rozália (Kolozsvár, 1811. szeptember 29. – Nyáregyháza, 1854. szeptember 29.) az első nemzetközileg ismert magyar opera-énekesnő (drámai koloratúrszoprán).

## Élete
Színészek „törvénytelen” gyermeke, akit a születését levezető bába férje, Klein János zenész örökbefogadott. Schodel János, aki akkor Kolozsvárt zenetanító volt, már ötéves korától kezdve tanította, növendék volt a helyi „zenedében” is, majd Bécsben színészmesterséget tanult, végül 1826-os házasságuk után Schodel Itáliába is elvitte, hogy az olasz repertoárt autentikus mesterektől elsajátítsa. 
A házaspár Pozsonyban telepedett le, itt debütált 1829-ben, tizennyolc évesen Agatha szerepében (Weber: A bűvös vadász). 1833-tól Bécsben szerepelt a Kärtnertor és a Josephstädter Theaterben. Közben Európa-szerte vendégszerepelt. 1836. szeptember 26-án Kolozsvárott, a nemzeti színházban koncertet adott jótékony célra. 1837 tavaszán a Pesti Városi Német Színházban szerepelt, s ezt követően szerződtette az augusztusban nyíló Pesti Magyar Színház. A társulat első számú szopránja lett, noha állandó támadások kereszttüzében állt, vetélytársa volt az énekben kevésbé tehetséges, és idősebb Déryné Széppataki Róza. Férje az „operai főrendező” posztot kapta a színházban. 1840-ben a kor színészeinek népszerű kirándulóhelyén, az akkor Viharbükknek nevezett fánál elénekelte Bellini Normájának nagyáriáját, aminek hatására azóta Normafának hívják a fát és a helyet. 1841-ben az állandó támadások miatt (Déryné mellett a Nyáry Pállal fennálló viszonya miatt is) németországi és németalföldi turnéra ment, de eljutott a londoni Covent Gardenbe is. 1843-ban a frissen kinevezett igazgató, Bartay Endre hívására újra a pesti magyar társulat tagja lett visszavonulásáig. 1849. június 27-én Lady Macbeth (Verdi: Macbeth) szerepében vett végső búcsút a közönségtől; ezután Nyáry Pál birtokára vonult vissza, annak 1851-es letartóztatása után ő lett a gazdaság irányítója is. Negyvenharmadik születésnapján hunyt el, a Nyáryak saját sírjukba temették, a nyáregyházi birtokon.

## Főbb szerepei
- Bartay Endre: Csel – Ida
- Donizetti: Lucrezia Borgia – címszerep
- Bellini: Rómeó és Júlia – címszerep
- Verdi: Macbeth – Lady Macbeth
- Erkel Ferenc: Hunyadi László – Szilágyi Erzsébet (az ősbemutatón is ő énekelte)
- Bellini: Norma – címszerep
- Donizetti: Linda di Chamounix – címszerep
- Donizetti: Szerelmi bájital – Adina
- Thern Károly: Tihany ostroma – Izonda

## Emlékezete
Síremléke Nyáregyházán, bronz mellszobra a Nyáry Pál Általános Iskola előtt található.